# Irene Utpadel
Irene Utpadel (* 11. Januar 1917 in Beuthen; † 25. Juni 1977) war eine deutsche Politikerin und ehemalige Landtagsabgeordnete (SPD).

## Leben und Beruf
Nach dem Besuch der Volksschule und der Höheren Töchterschule mit dem Abschluss des Abiturs absolvierte sie eine kaufmännische Ausbildung und war dann als Hausfrau tätig. Zum 1. November 1938 trat sie der NSDAP bei. Sie war in verschiedenen Gremien der SPD vertreten, so u. a. als Vorstandsmitglied des SPD-Unterbezirks Gütersloh. Utpadel war Mitglied der Gewerkschaft Handel, Banken und Versicherungen und engagierte sich in der Arbeiterwohlfahrt.

## Abgeordnete
Vom 28. Oktober 1969 bis zum 25. Juli 1970 war Utpadel Mitglied des Landtags des Landes Nordrhein-Westfalen. Sie rückte über die Reserveliste ihrer Partei nach. Ab 1960 war sie Mitglied im Stadtrat der Stadt Gütersloh.